# Two Steps from Hell
Two Steps from Hell (en español: A dos pasos del infierno) fue una productora musical ubicada en Los Ángeles, California. Fundada por Nick Phoenix y Thomas J. Bergersen el 14 de febrero de 2006, la compañía produce música para tráileres de películas y para el top ten de los álbumes clásicos en iTunes, Amazon y CD Baby.
Su música ha aparecido en muchos más medios, tales como shows de televisión en vivo, documentales, vídeos de YouTube y eventos deportivos.
Han publicado dos discos, Invincible and Archangel. Illusions, anteriormente conocido como Nemesis II, se publicó bajo el nombre de Bergersen.
Fue una de las productoras más famosas de este tipo de música, que muchos llaman "música épica" o "música de tráiler", y algunos de los temas más populares entre los internautas son "Heart of Courage", "To Glory", "Protectors of the Earth", "Victory" entre otros.
El 8 de abril de 2024, Bergersen y Phoenix anunciaron que decidieron tomar caminos separados en la música, provocando la disolución de Two Steps From Hell.

## Tráileres
En particular, su música se ha usado en tráileres para películas como Las crónicas de Narnia: La travesía del Viajero del Alba, Anna Karenina, Harry Potter y la Orden del Fénix, Harry Potter y las Reliquias de la Muerte: parte 1, Harry Potter y las Reliquias de la Muerte: parte 2, Star Trek XI, The Dark Knight, The Fighter, Rise of the Planet of the Apes, Tron: Legacy, No Country for Old Men, 2012, Capitán América: el primer vengador, X-Men Origins: Wolverine, X-Men: primera generación, Interstellar, Piratas del Caribe: en el fin del mundo, Super 8, Inception, Drive Angry, The Twilight Saga: Eclipse, Hugo, John Carter, The Town, Tomorrowland, Priest y Prince of Persia, así como videojuegos tales como Mass Effect 2, Mass Effect 3, Killzone 3, Forsaken World y Star Wars: The Old Republic y series de televisión como Doctor Who, Game of Thrones, Sherlock, Revolution y Merlín.

## Discografía

### Álbumes de demostración
- Volume One (2006)
- Shadows and Nightmares (2006)
- Dynasty (2007)
- All Drums Go to Hell (2007)
- Pathogen (2007)
- Nemesis (2007)
- Dreams & Imaginations (2008)
- Legend (2008)
- Ashes (2008)
- The Devil Wears Nada (2009)
- Power of Darkness (2010)
- All Drones Go to Hell (2010)[3]
- Illumina (2010)[3]
- Balls to the Wall (2011)
- Nero (2011)
- Sinners (2011)
- Burn (2012)
- Faction (2012)
- Two Steps from Heaven (2012)
- Skyworld (2012)
- Crime Lab (2013)
- Cyanide (2013)
- Orion (2011)
- Solaris (2013)
- Amaria (2014)
- Open Conspiracy (2014)
- Quarantine (2014)

### Álbumes públicos
- Invincible (2010)
- Illusions (2011) [Thomas Bergersen álbum, conocido como Nemesis II]
- Archangel (2011)
- Demon's Dance (2012) [Recopilatorio de música sin publicar]
- Halloween (2012)[4]
- SkyWorld (2012)[5]
- Classics Volume One (2013)
- Speed of Sound (2013) [Nick Phoenix álbum]
- Sun (2013) [Thomas Bergersen álbum]
- Miracles (2014)
- Colina Frake on Fire Mountain (2014)
- Sun (2014)
- Battlecry (2015)
- Classics Volume Two (2015)
- Vanquish (2016)
- Nero Anthology (2017)
- Heaven Anthology (2017)
- Power of Darkness Anthology (2017)
- Unleashed (2017)
- Illumina Anthology (2018)
- Dragon (2019)